# Herr der Zombies – Insel der lebenden Toten
Herr der Zombies – Insel der lebenden Toten ist eine US-amerikanische Horrorkomödie von Jean Yarbrough aus dem Jahr 1941.

## Handlung
James McCarthy, Bill Summers und ihr schwarzer Diener Jeff sind während des Zweiten Weltkriegs mit einem Geheimauftrag der Regierung auf dem Weg zu den Bahamas, haben sich jedoch nachts verflogen. Sie erhalten nach längerer Stille plötzlich ein Funksignal, woraufhin sie auf einer Insel bruchlanden. Jeff ist entsetzt, als er sich auf einem Friedhof wiederfindet, die drei Männer hören Trommeln und sehen kurz darauf ein stattliches Anwesen, das sie betreten. Im Inneren werden sie von Dr. Miklos Sangre begrüßt, der sich als Arzt aus Wien ausgibt. Er bietet ihnen an, bei ihm zu wohnen, da erst in zwei Wochen ein Boot an der Insel vorbeikommen werde. Von einem Funkspruch von seiner Insel aus will er nichts wissen.
Jeff ist misstrauisch; er wird von Diener Momba in die Küche im Keller gebracht, wo er auf die alte Tahama und Küchenmädchen Samantha trifft. Samantha erzählt ihm bereitwillig, dass es im Haus Zombies gibt, und holt zwei Kreaturen per Händeklatschen in die Küche. Jeff flüchtet sich zu Bill und James, die ihm nicht glauben. Auch Dr. Sangre gibt sich ahnungslos und tatsächlich sind beide Kreaturen verschwunden, als die Männer in die Küche zurückkehren. Samantha macht Jeff klar, dass Dr. Sangre die Zombies lieber geheim halten würde. Kurz darauf lernen die Neuankömmlinge Dr. Sangres Frau Alyce kennen, die zombieähnlich wirkt, laut ihrem Mann jedoch nur erkrankt ist. Zudem stellt er ihnen seine Nichte Barbara vor. Wie sie sind auch er und seine Frau angeblich vor den Nationalsozialisten aus Österreich geflohen. Bill und James erkundigen sich bei Dr. Sangre nach Admiral Wainwright, der vor einer Woche ebenfalls über der Insel abgestürzt sei, doch meint der Arzt, niemanden gesehen zu haben.
Abends macht Jeff Bekanntschaft mit zwei Zombies und flüchtet sich zu James und Bill. Sie erlauben ihm, in ihrem Zimmer zu schlafen; nachts sieht Jeff Alyce, die durch Wände zu gehen scheint. James und Bill wollen ihm erneut nicht glauben, finden auf dem Bett jedoch einen Ohrring der Frau. Sie werden misstrauisch. Im Keller gerät James in einem Zweikampf mit einem Zombie; Bill überrascht Barbara unterdessen mit einem Buch über Hypnose in der Bibliothek. Sie glaubt, dass Alyce unter Hypnose steht und will nichts mehr, als mit ihrer Tante von der Insel zu verschwinden. Da Bill und James in der Nacht einen Stromgenerator gehört haben, vermuten sie, dass Dr. Sangre hinsichtlich des Funkspruchs gelogen hat. Barbara verspricht, nach dem Generator zu suchen.
Am nächsten Morgen finden Bill und James unweit ihres Flugzeugs eine ausgehobene Grabgrube. James macht sich auf die Suche nach dem Generator und ist von nun an verschollen. Abend suchen Bill und Jeff nach ihm; Jeff wird von Dr. Sangre über einen Geheimgang in den Keller geschleust und hypnotisiert. Er glaubt nun, ein Zombie zu sein, und führt die weiteren Zombies zum Essen in den Keller. James erscheint unterdessen kaum ansprechbar bei Bill, der ihn zu Bett bringt. Arzt Dr. Couillie untersucht James und stellt fest, dass er bereits seit mehreren Stunden verstorben ist: Aus James ist ein Zombie geworden. Jeff wird unterdessen von Samantha aus seiner Trance geweckt und bemerkt, dass er noch lebt. Mit Bill folgt er dem Geheimgang und landet so in Dr. Sangres Geheimraum, in dem er gerade per Voodoo-Zauber versucht, Informationen aus dem ohnmächtigen Admiral Wainwright in seine in Trance befindliche Nichte Barbara zu transferieren, um so kriegswichtige Informationen an den Feind weiterzugeben. Als Dr. Sangre Bill und Jeff bemerkt, will er seine Zombies auf sie hetzen, doch gelingt es Bill, ihren Anführer James zum Umkehren zu bewegen. Die Zombies attackieren nun Dr. Sangre, der ins Feuer fällt und stirbt. Die Zombies erwachen wieder zum Leben und auch Admiral Wainwright kommt wieder zu sich. Die Küstenwache wird sie bereits am nächsten Tag von der Insel holen und in Sicherheit bringen.

## Produktion
Die Dreharbeiten von Herr der Zombies – Insel der lebenden Toten erfolgten von März bis April 1941. Für die Rolle des Dr. Sangre waren ursprünglich Bela Lugosi bzw. Peter Lorre vorgesehen.
Komödiantisches Element des Films, der als satirische Replik auf die gängigen Horrorfilme der Zeit gedacht war, ist Mantan Morelands Rolle des Jeff. Jeff, als schwarzer Diener der beiden Regierungsagenten eingeführt, verweigert sich der zunächst typischen Zuschreibung als Untergebener, besteht auf seinem vollen Namen Jefferson Jackson und zeigt sich genreuntypisch wortgewandt und intelligent. Erst die Verwandlung Jeffs in einen Zombie führt zur genretypischen Darstellung des „schwarzen Sklaven“, der keinen Namen und keine Identität hat. Drehbuchautor Edmond Kelso stellt so die Sklaverei nicht als „natürlich“, sondern als unnatürliche Folge von Zwang und Unterdrückung dar.
Herr der Zombies – Insel der lebenden Toten lief am 14. Mai 1941 in den US-amerikanischen Kinos an. In Deutschland erschien der Film am 26. Januar 2007 direkt auf DVD. Als indirekte Fortsetzung des Films gilt Revenge of the Zombies aus dem Jahr 1943, in dem Mantan Moreland erneut als Jeff zu sehen ist.

## Auszeichnungen
Herr der Zombies – Insel der lebenden Toten wurde 1942 für einen Oscar in der Kategorie Beste Filmmusik nominiert.